# IC 526
IC 526 ist eine Spiralgalaxie vom Hubble-Typ Sbc mit aktivem Galaxienkern im Sternbild Krebs auf der Ekliptik. Sie ist schätzungsweise 255 Millionen Lichtjahre von der Milchstraße entfernt und hat einen Durchmesser von etwa 60.000 Lichtjahren.

Im selben Himmelsareal befinden sich u. a. die Galaxien NGC 2720, NGC 2725, NGC 2728.
Das Objekt wurde am 19. April 1893 vom französischen Astronomen Stéphane Javelle entdeckt.